# Византийско-грузински войни
Византийско-грузинските войни в края на X и първата половина на XI век са резултат от експанзията на Византийската империя в Кавказ и опитите ѝ да попречи на политическото консолидиране на грузинските земи.
Поводът за войната от 990 г. е намесата на грузинския владетел Давид от Тао във византийските междуособици. Подкрепата му за неуспелия претендент за престола Варда Фока предизвиква нахлуване на голяма византийска армия начело с император Василий II. Давид е принуден да сключи договор, с който завещава земите си на империята. Веднага след смъртта му през 1000 г. Тао е окупиран от Василий II след кратка съпротива. Владетелите на съседните грузински княжества Иберия и Абхазия, които също имат претенции към областта, правят няколко опита да прогонят византийците. През 1001 г. иберският княз Гурген нахлува в Тао, но е спрян от византийския наместник Никифор Уран. Двамата сключват споразумение, с което Гурген и синът му Баграт III получават пожизнено части от спорните територии. След смъртта на Баграт през 1014 г. Василий II иска от сина му, грузинския цар Георгий I, да върне отстъпените земи. Вместо това грузинците нападат и разбиват византийската армия в Тао. След покоряването на България в 1018 г. Василий II повежда ответен поход. През 1021 г. византийските войски нахлуват в Тао и съседен Вананд (днешен Карс). Василий разбива грузинците при езерото Палакацис, но не успява да постигне решителен успех и се оттегля за зимуване в Трапезунд. Тук той сключва споразумение с царя на Ани Ованес-Смбат. След смъртта на фатимидския халиф Ал Хаким (1021 г.) и потушаването на въстанието на динатите Никифор Фока и Никифор Ксифий в Кападокия Георгий остава без съюзници. През 1022 г. Василий II нахлува повторно в земите на грузинския цар и разгромява войските му. Войната приключва, след като грузинският владетел отстъпва на византийците няколко крепости в Тао и сина си Баграт IV като заложник.
До нашествието на селджукските турци византийците нахлуват в Грузия още два пъти. През 1027 г. те правят безуспешен опит да завземат важния търговски пункт Артануджи. През 1040 г. се намесват в грузинските междуособици, но цар Баграт IV успява да се спогоди с вътрешните си противници преди византийците да се възползват от затрудненията му.